# Fed Cup 2010 Zona Americana Gruppo I - Pool B
Il Gruppo B della Fed Cup 2010 Zona Americana Group I nella Fed Cup 2010 è uno dei 2 gruppi in cui è suddiviso il Group I della zona Americana. Quattro squadre si sono scontrate nel formato round robin. (vedi anche Pool A)
|   | Pool B         | Colombia (bandiera) | Paraguay (bandiera) | Cile (bandiera) | Bolivia (bandiera) |
| 1 | Colombia (3-0) |                     | 2-1                 | 2-1             | 3-0                |
| 2 | Paraguay (2-1) | 1-2                 |                     | 2-1             | 3-0                |
| 3 | Cile (1-2)     | 1-2                 | 1-2                 |                 | 2-1                |
| 4 | Bolivia (0-3)  | 0-3                 | 0-3                 | 1-2             |                    |

## Bolivia vs. Colombia
| Bolivia 0 | Yacht y Golf Club Paraguayo, Lambaré, Paraguay 3 febbraio 2010 terra rossa outdoor | Yacht y Golf Club Paraguayo, Lambaré, Paraguay 3 febbraio 2010 terra rossa outdoor               | Colombia 3 |      |   |  |
| \| \| \| \| 1 \| 2 \| 3 \| \| \| - \| \| ------------------------------------------------------------------------------------------------ \| --- \| ---- \| - \| \| \| 1 \| \| María Paula Deheza Catalina Castaño \| 3 6 \| 2 6 \| \| \| \| 2 \| \| María Fernanda Álvarez-Terán Mariana Duque-Marino \| 3 6 \| 2 6 \| \| \| \| 3 \| \| María Fernanda Álvarez-Terán / María Paula Deheza Karen Emilia Castiblanco Duarte / Paula Zabala \| 3 6 \| 68 7 \| \| \| |                                                                                    |                                                                                                  |            |      |   |  |
| |                                                                                    |                                                                                                  | 1          | 2    | 3 |  |
| 1 | Bolivia (bandiera) · Colombia (bandiera)                                           | María Paula Deheza Catalina Castaño                                                              | 3 6        | 2 6  |   |  |
| 2 | Bolivia (bandiera) · Colombia (bandiera)                                           | María Fernanda Álvarez-Terán Mariana Duque-Marino                                                | 3 6        | 2 6  |   |  |
| 3 | Bolivia (bandiera) · Colombia (bandiera)                                           | María Fernanda Álvarez-Terán / María Paula Deheza Karen Emilia Castiblanco Duarte / Paula Zabala | 3 6        | 68 7 |   |  |

## Paraguay vs. Cile
| Paraguay 2 | Yacht y Golf Club Paraguayo, Lambaré, Paraguay 3 febbraio 2010 terra rossa outdoor | Yacht y Golf Club Paraguayo, Lambaré, Paraguay 3 febbraio 2010 terra rossa outdoor      | Cile 1 |     |   |  |
| \| \| \| \| 1 \| 2 \| 3 \| \| \| - \| \| --------------------------------------------------------------------------------------- \| --- \| --- \| - \| \| \| 1 \| \| Verónica Cepede Royg Camila Silva \| 6 1 \| 6 2 \| \| \| \| 2 \| \| Rosana de los Ríos Andrea Koch-Benvenuto \| 6 0 \| 6 2 \| \| \| \| 3 \| \| Isaura Enrique Aguilar / Isabella Robbiani Cecilia Costa Melgar / Andrea Koch-Benvenuto \| 4 6 \| 5 7 \| \| \| |                                                                                    |                                                                                         |        |     |   |  |
| |                                                                                    |                                                                                         | 1      | 2   | 3 |  |
| 1 | Paraguay (bandiera) · Cile (bandiera)                                              | Verónica Cepede Royg Camila Silva                                                       | 6 1    | 6 2 |   |  |
| 2 | Paraguay (bandiera) · Cile (bandiera)                                              | Rosana de los Ríos Andrea Koch-Benvenuto                                                | 6 0    | 6 2 |   |  |
| 3 | Paraguay (bandiera) · Cile (bandiera)                                              | Isaura Enrique Aguilar / Isabella Robbiani Cecilia Costa Melgar / Andrea Koch-Benvenuto | 4 6    | 5 7 |   |  |

## Cile vs. Colombia
| Cile 1 | Yacht y Golf Club Paraguayo, Lambaré, Paraguay 4 febbraio 2010 terra rossa outdoor | Yacht y Golf Club Paraguayo, Lambaré, Paraguay 4 febbraio 2010 terra rossa outdoor          | Colombia 2 |     |   |  |
| \| \| \| \| 1 \| 2 \| 3 \| \| \| - \| \| ------------------------------------------------------------------------------------------- \| ----- \| --- \| - \| \| \| 1 \| \| Cecilia Costa Melgar Catalina Castaño \| 6 1 \| 6 3 \| \| \| \| 2 \| \| Andrea Koch-Benvenuto Mariana Duque-Marino \| 2 6 \| 2 6 \| \| \| \| 3 \| \| Andrea Koch-Benvenuto / Camila Silva Karen Emilia Castiblanco Duarte / Mariana Duque-Marino \| 613 7 \| 2 6 \| \| \| |                                                                                    |                                                                                             |            |     |   |  |
| |                                                                                    |                                                                                             | 1          | 2   | 3 |  |
| 1 | Cile (bandiera) · Colombia (bandiera)                                              | Cecilia Costa Melgar Catalina Castaño                                                       | 6 1        | 6 3 |   |  |
| 2 | Cile (bandiera) · Colombia (bandiera)                                              | Andrea Koch-Benvenuto Mariana Duque-Marino                                                  | 2 6        | 2 6 |   |  |
| 3 | Cile (bandiera) · Colombia (bandiera)                                              | Andrea Koch-Benvenuto / Camila Silva Karen Emilia Castiblanco Duarte / Mariana Duque-Marino | 613 7      | 2 6 |   |  |

## Paraguay vs. Bolivia
| Paraguay 3 | Yacht y Golf Club Paraguayo, Lambaré, Paraguay 4 febbraio 2010 terra rossa outdoor | Yacht y Golf Club Paraguayo, Lambaré, Paraguay 4 febbraio 2010 terra rossa outdoor | Bolivia 0 |      |     |  |
| \| \| \| \| 1 \| 2 \| 3 \| \| \| - \| \| --------------------------------------------------------------------------- \| --- \| ---- \| --- \| \| \| 1 \| \| Verónica Cepede Royg María Paula Deheza \| 6 3 \| 6 1 \| \| \| \| 2 \| \| Rosana de los Ríos María Fernanda Álvarez-Terán \| 6 3 \| 62 7 \| 6 3 \| \| \| 3 \| \| Isaura Enrique Aguilar / Isabella Robbiani María Inés Deheza / Belén Rivera \| 6 2 \| 6 0 \| \| \| |                                                                                    |                                                                                    |           |      |     |  |
| |                                                                                    |                                                                                    | 1         | 2    | 3   |  |
| 1 | Paraguay (bandiera) · Bolivia (bandiera)                                           | Verónica Cepede Royg María Paula Deheza                                            | 6 3       | 6 1  |     |  |
| 2 | Paraguay (bandiera) · Bolivia (bandiera)                                           | Rosana de los Ríos María Fernanda Álvarez-Terán                                    | 6 3       | 62 7 | 6 3 |  |
| 3 | Paraguay (bandiera) · Bolivia (bandiera)                                           | Isaura Enrique Aguilar / Isabella Robbiani María Inés Deheza / Belén Rivera        | 6 2       | 6 0  |     |  |

## Paraguay vs. Colombia
| Paraguay 1 | Yacht y Golf Club Paraguayo, Lambaré, Paraguay 5 febbraio 2010 terra rossa outdoor | Yacht y Golf Club Paraguayo, Lambaré, Paraguay 5 febbraio 2010 terra rossa outdoor               | Colombia 2 |      |     |  |
| \| \| \| \| 1 \| 2 \| 3 \| \| \| - \| \| ------------------------------------------------------------------------------------------------ \| --- \| ---- \| --- \| \| \| 1 \| \| Verónica Cepede Royg Karen Emilia Castiblanco Duarte \| 6 2 \| 6 1 \| \| \| \| 2 \| \| Rosana de los Ríos Mariana Duque-Marino \| 3 6 \| 7 65 \| 1 6 \| \| \| 3 \| \| Verónica Cepede Royg / Rosana de los Ríos Karen Emilia Castiblanco Duarte / Mariana Duque-Marino \| 4 6 \| 4 6 \| \| \| |                                                                                    |                                                                                                  |            |      |     |  |
| |                                                                                    |                                                                                                  | 1          | 2    | 3   |  |
| 1 | Paraguay (bandiera) · Colombia (bandiera)                                          | Verónica Cepede Royg Karen Emilia Castiblanco Duarte                                             | 6 2        | 6 1  |     |  |
| 2 | Paraguay (bandiera) · Colombia (bandiera)                                          | Rosana de los Ríos Mariana Duque-Marino                                                          | 3 6        | 7 65 | 1 6 |  |
| 3 | Paraguay (bandiera) · Colombia (bandiera)                                          | Verónica Cepede Royg / Rosana de los Ríos Karen Emilia Castiblanco Duarte / Mariana Duque-Marino | 4 6        | 4 6  |     |  |

## Bolivia vs. Cile
| Bolivia 1 | Yacht y Golf Club Paraguayo, Lambaré, Paraguay 5 febbraio 2010 terra rossa outdoor | Yacht y Golf Club Paraguayo, Lambaré, Paraguay 5 febbraio 2010 terra rossa outdoor | Cile 2 |      |   |  |
| \| \| \| \| 1 \| 2 \| 3 \| \| \| - \| \| -------------------------------------------------------------------- \| --- \| ---- \| - \| \| \| 1 \| \| María Paula Deheza Cecilia Costa Melgar \| 5 7 \| 5 7 \| \| \| \| 2 \| \| María Fernanda Álvarez-Terán Andrea Koch-Benvenuto \| 6 7 \| 2 6 \| \| \| \| 3 \| \| María Paula Deheza / María Inés Deheza Daniela Seguel / Camila Silva \| 6 1 \| 7 62 \| \| \| |                                                                                    |                                                                                    |        |      |   |  |
| |                                                                                    |                                                                                    | 1      | 2    | 3 |  |
| 1 | Bolivia (bandiera) · Cile (bandiera)                                               | María Paula Deheza Cecilia Costa Melgar                                            | 5 7    | 5 7  |   |  |
| 2 | Bolivia (bandiera) · Cile (bandiera)                                               | María Fernanda Álvarez-Terán Andrea Koch-Benvenuto                                 | 6 7    | 2 6  |   |  |
| 3 | Bolivia (bandiera) · Cile (bandiera)                                               | María Paula Deheza / María Inés Deheza Daniela Seguel / Camila Silva               | 6 1    | 7 62 |   |  |